# Offerle (Kansas)
Pour les articles homonymes, voir Offerle.
Offerle est une ville américaine située dans le comté d'Edwards, au Kansas. Selon le recensement de 2020, sa population est de 179 habitants.